# جزيرة آرزو
جزيرة آروزو وتقع غرب جزيرة كبودان، وتكثر فيها الغابات، تبلغ مساحتها 540 هكتاراً وارتفاعها يبلغ 1270م فوق سطح البحر، وهذه الجزيرة أيضاً مثل بقية جزر بحيرة أرومية تعتبر بيئة مثالية للطيور، منها: طائر الفلامينغو والببغاء والأوز.